# Mylor, South Australia
Mylor är en ort i Australien. Den ligger i kommunen Adelaide Hills och delstaten South Australia, omkring 19 kilometer sydost om delstatshuvudstaden Adelaide. Antalet invånare är 939.
Runt Mylor är det ganska glesbefolkat, med 35 invånare per kvadratkilometer.. Närmaste större samhälle är Adelaide, omkring 19 kilometer nordväst om Mylor. 
Trakten runt Mylor består till största delen av jordbruksmark. Genomsnittlig årsnederbörd är 729 millimeter. Den regnigaste månaden är juni, med i genomsnitt 133 mm nederbörd, och den torraste är december, med 21 mm nederbörd.